# Гроув Сити (Флорида)
Гроув Сити (енгл. Grove City) насељено је место без административног статуса у америчкој савезној држави Флорида.

## Демографија
По попису из 2010. године број становника је 1.804, што је 288 (-13,8%) становника мање него 2000. године.
| Група             | 2000.         | 2010.         |
| Белци             | 2.032 (97,1%) | 1.744 (96,7%) |
| Афроамериканци    | 9 (0,4%)      | 0 (0,0%)      |
| Азијати           | 14 (0,7%)     | 5 (0,3%)      |
| Хиспаноамериканци | 19 (0,9%)     | 34 (1,9%)     |
| Укупно            | 2.092         | 1.804         |